# Großer Preis von Italien 1977
Der Große Preis von Italien 1977 (offiziell XLVIII Gran Premio d’Italia) fand am 11. September auf dem Autodromo Nazionale di Monza in Monza statt und war das 14. Rennen der Automobil-Weltmeisterschaft 1977.

## Berichte

### Hintergrund
Auch zum Italien-GP reisten trotz der Gewissheit, dass nur 24 Teilnehmer fürs Rennen zugelassen würden, 34 Piloten an. Da man aufgrund der im Vorfeld des Großen Preises der Niederlande zwei Wochen zuvor festgestellten unklaren Regelauslegung weiterhin auf eine Vorqualifikation, wie sie beim Großen Preis von Großbritannien erstmals praktiziert worden war, verzichtete, mussten während der regulären Trainingszeiten am Freitag und Samstag aus allen Piloten die 24 schnellsten ermittelt werden, die eine Startberechtigung erhielten.
Niki Lauda reiste mit 21 Punkten Vorsprung nach Monza und hatte somit die Möglichkeit, vorzeitig seinen zweiten WM-Titel sicherzustellen, obwohl noch drei Rennen folgten. Für mehr Aufsehen sorgte jedoch seine Ankündigung, die Scuderia Ferrari zu verlassen und in der folgenden Saison für Brabham an den Start zu gehen.
Gleich drei italienische Gaststarter erhielten an diesem Wochenende die Chance, ihr Grand-Prix-Debüt zu bestreiten. Dies waren Bruno Giacomelli, der einen dritten McLaren-Werkswagen zur Verfügung gestellt bekam, Giorgio Francia in einem dritten Werks-Brabham sowie Lamberto Leoni, der an der Seite seines Landsmannes Vittorio Brambilla den zweiten Surtees TS19 anstelle von Vern Schuppan übernahm.
Das Schweizer Privatteam Jolly Club meldete für Loris Kessel einen modifizierten Williams FW03 unter der Bezeichnung Apollon Fly.

### Training
James Hunt eroberte zum fünften Mal in dieser Saison die Pole-Position und teilte sich die erste Startreihe mit Carlos Reutemann. Jody Scheckter qualifizierte sich als Dritter vor seinem WM-Kontrahenten Lauda, der hinter Mario Andretti und vor Riccardo Patrese auf dem fünften Rang folgte.

### Rennen
Hinter Jody Scheckter, der die Führung übernahm, bog Clay Regazzoni nach einem bemerkenswerten Start vom siebten Platz aus als Zweiter in die erste Kurve ein. Es folgten Hunt und Andretti, die beide bereits während der ersten Runde wieder an dem Schweizer vorbeiziehen konnten. In der folgenden Runde gelang dies auch Reutemann und Lauda, während Andretti Rang zwei einnahm und fortan auf den führenden Scheckter aufholte.
In der zehnten Runde ging Andretti in Führung, indem er Scheckter in der Parabolica auf der Außenbahn überholte. Begünstigt durch den technisch bedingten Ausfall Scheckters in Runde 24 behielt Andretti den Spitzenplatz bis ins Ziel.
Lauda überholte seinen Teamkollegen Reutemann in der 35. Runde. Dieser rutschte wenig später aufgrund einer Ölspur, die Giacomellis McLaren M23 infolge eines Motorplatzers hinterlassen hatte, ins Aus. Gleiches geschah auch dem unmittelbar folgenden Patrese.
Nach seinem zweiten Platz fehlte Lauda nur noch ein Punkt, um den WM-Titel sicherzustellen, da Scheckter punktelos blieb. Aufgrund der zuvor erfolgten Verkündung des Teamwechsels war die Begeisterung im Ferrari-Team sowie bei den Fans nicht mit dem WM-Gewinn zwei Jahre zuvor an gleicher Stelle vergleichbar.

## Meldeliste
| Team                            | Nr. | Fahrer                | Chassis         | Motor                     | Reifen |
| ------------------------------- | --- | --------------------- | --------------- | ------------------------- | ------ |
| Marlboro Team McLaren           | 01  | James Hunt            | McLaren M26     | Ford Cosworth DFV 3.0 V8  | G      |
| Marlboro Team McLaren           | 02  | Jochen Mass           | McLaren M26     | Ford Cosworth DFV 3.0 V8  | G      |
| Marlboro Team McLaren           | 14  | Bruno Giacomelli      | McLaren M23     | Ford Cosworth DFV 3.0 V8  | G      |
| Elf Team Tyrrell                | 03  | Ronnie Peterson       | Tyrrell P34     | Ford Cosworth DFV 3.0 V8  | G      |
| Elf Team Tyrrell                | 04  | Patrick Depailler     | Tyrrell P34     | Ford Cosworth DFV 3.0 V8  | G      |
| John Player Team Lotus          | 05  | Mario Andretti        | Lotus 78        | Ford Cosworth DFV 3.0 V8  | G      |
| John Player Team Lotus          | 06  | Gunnar Nilsson        | Lotus 78        | Ford Cosworth DFV 3.0 V8  | G      |
| Martini Racing                  | 07  | John Watson           | Brabham BT45B   | Alfa Romeo 115-12 3.0 F12 | G      |
| Martini Racing                  | 08  | Hans-Joachim Stuck    | Brabham BT45B   | Alfa Romeo 115-12 3.0 F12 | G      |
| Martini Racing                  | 21  | Giorgio Francia       | Brabham BT45B   | Alfa Romeo 115-12 3.0 F12 | G      |
| Hollywood March Racing          | 09  | Alex Ribeiro          | March 761B      | Ford Cosworth DFV 3.0 V8  | G      |
| Team Rothmans International     | 10  | Ian Scheckter         | March 771       | Ford Cosworth DFV 3.0 V8  | G      |
| Scuderia Ferrari SpA SEFAC      | 11  | Niki Lauda            | Ferrari 312T2   | Ferrari 015 3.0 F12       | G      |
| Scuderia Ferrari SpA SEFAC      | 12  | Carlos Reutemann      | Ferrari 312T2   | Ferrari 015 3.0 F12       | G      |
| Équipe Renault Elf              | 15  | Jean-Pierre Jabouille | Renault RS01    | Renault EF1 1.5 V6t       | M      |
| Shadow Racing Team              | 16  | Riccardo Patrese      | Shadow DN8      | Ford Cosworth DFV 3.0 V8  | G      |
| Shadow Racing Team              | 17  | Alan Jones            | Shadow DN8      | Ford Cosworth DFV 3.0 V8  | G      |
| Team Surtees                    | 18  | Lamberto Leoni        | Surtees TS19    | Ford Cosworth DFV 3.0 V8  | G      |
| Beta Team Surtees               | 19  | Vittorio Brambilla    | Surtees TS19    | Ford Cosworth DFV 3.0 V8  | G      |
| Walter Wolf Racing              | 20  | Jody Scheckter        | Wolf WR1        | Ford Cosworth DFV 3.0 V8  | G      |
| Team Tissot Ensign with Castrol | 22  | Clay Regazzoni        | Ensign N177     | Ford Cosworth DFV 3.0 V8  | G      |
| Theodore Racing Hong Kong       | 23  | Patrick Tambay        | Ensign N177     | Ford Cosworth DFV 3.0 V8  | G      |
| Penthouse Rizla Racing          | 24  | Rupert Keegan         | Hesketh 308E    | Ford Cosworth DFV 3.0 V8  | G      |
| Hesketh Racing                  | 25  | Ian Ashley            | Hesketh 308E    | Ford Cosworth DFV 3.0 V8  | G      |
| Ligier Gitanes                  | 26  | Jacques Laffite       | Ligier JS7      | Matra MS76 3.0 V12        | G      |
| Williams Grand Prix Engineering | 27  | Patrick Nève          | March 761       | Ford Cosworth DFV 3.0 V8  | G      |
| Copersucar-Fittipaldi           | 28  | Emerson Fittipaldi    | Copersucar FD05 | Ford Cosworth DFV 3.0 V8  | G      |
| Chesterfield Racing             | 30  | Brett Lunger          | McLaren M23     | Ford Cosworth DFV 3.0 V8  | G      |
| ATS Racing Team                 | 33  | Hans Binder           | Penske PC4      | Ford Cosworth DFV 3.0 V8  | G      |
| ATS Racing Team                 | 34  | Jean-Pierre Jarier    | Penske PC4      | Ford Cosworth DFV 3.0 V8  | G      |
| Stanley B.R.M.                  | 35  | Teddy Pilette         | BRM P207        | BRM P202 3.0 V12          | G      |
| Iberia Airlines                 | 36  | Emilio de Villota     | McLaren M23     | Ford Cosworth DFV 3.0 V8  | G      |
| HB Bewaking Alarmsystemen       | 38  | Brian Henton          | Boro 001        | Ford Cosworth DFV 3.0 V8  | G      |
| Jolly Club of Switzerland       | 41  | Loris Kessel          | Apollon Fly     | Ford Cosworth DFV 3.0 V8  | G      |

## Klassifikationen

### Startaufstellung
| Pos. | Fahrer                | Konstrukteur       | Zeit    | Ø-Geschwindigkeit | Start |
| ---- | --------------------- | ------------------ | ------- | ----------------- | ----- |
| 01   | James Hunt            | McLaren-Ford       | 1:38,08 | 212,887 km/h      | 01    |
| 02   | Carlos Reutemann      | Ferrari            | 1:38,15 | 212,736 km/h      | 02    |
| 03   | Jody Scheckter        | Wolf-Ford          | 1:38,29 | 212,433 km/h      | 03    |
| 04   | Mario Andretti        | Lotus-Ford         | 1:38,37 | 212,260 km/h      | 04    |
| 05   | Niki Lauda            | Ferrari            | 1:38,54 | 211,894 km/h      | 05    |
| 06   | Riccardo Patrese      | Shadow-Ford        | 1:38,68 | 211,593 km/h      | 06    |
| 07   | Clay Regazzoni        | Ensign-Ford        | 1:38,68 | 211,593 km/h      | 07    |
| 08   | Jacques Laffite       | Ligier-Matra       | 1:38,77 | 211,400 km/h      | 08    |
| 09   | Jochen Mass           | McLaren-Ford       | 1:38,86 | 211,208 km/h      | 09    |
| 10   | Vittorio Brambilla    | Surtees-Ford       | 1:38,92 | 211,080 km/h      | 10    |
| 11   | Hans-Joachim Stuck    | Brabham-Alfa Romeo | 1:39,05 | 210,803 km/h      | 11    |
| 12   | Ronnie Peterson       | Tyrrell-Ford       | 1:39,17 | 210,548 km/h      | 12    |
| 13   | Patrick Depailler     | Tyrrell-Ford       | 1:39,18 | 210,526 km/h      | 13    |
| 14   | John Watson           | Brabham-Alfa Romeo | 1:39,21 | 210,463 km/h      | 14    |
| 15   | Bruno Giacomelli      | McLaren-Ford       | 1:39,42 | 210,018 km/h      | 15    |
| 16   | Alan Jones            | Shadow-Ford        | 1:39,50 | 209,849 km/h      | 16    |
| 17   | Ian Scheckter         | March-Ford         | 1:39,62 | 209,596 km/h      | 17    |
| 18   | Jean-Pierre Jarier    | Penske-Ford        | 1:39,63 | 209,575 km/h      | 18    |
| 19   | Gunnar Nilsson        | Lotus-Ford         | 1:39,85 | 209,114 km/h      | 19    |
| 20   | Jean-Pierre Jabouille | Renault            | 1:40,03 | 208,737 km/h      | 20    |
| 21   | Patrick Tambay        | Ensign-Ford        | 1:40,19 | 208,404 km/h      | 21    |
| 22   | Brett Lunger          | McLaren-Ford       | 1:40,26 | 208,259 km/h      | 22    |
| 23   | Rupert Keegan         | Hesketh-Ford       | 1:40,28 | 208,217 km/h      | 23    |
| 24   | Patrick Nève          | March-Ford         | 1:40,51 | 207,741 km/h      | 24    |
| DNQ  | Alex Ribeiro          | March-Ford         | 1:40,79 | 207,163 km/h      | –     |
| DNQ  | Emerson Fittipaldi    | Copersucar-Ford    | 1:40,97 | 206,794 km/h      | –     |
| DNQ  | Lamberto Leoni        | Surtees-Ford       | 1:41,03 | 206,671 km/h      | –     |
| DNQ  | Brian Henton          | Boro-Ford          | 1:41,13 | 206,467 km/h      | –     |
| DNQ  | Emilio de Villota     | McLaren-Ford       | 1:41,21 | 206,304 km/h      | –     |
| DNQ  | Ian Ashley            | Hesketh-Ford       | 1:41,22 | 206,283 km/h      | –     |
| DNQ  | Teddy Pilette         | B.R.M.             | 1:41,92 | 204,867 km/h      | –     |
| DNQ  | Hans Binder           | Penske-Ford        | 1:43,10 | 202,522 km/h      | –     |
| DNQ  | Loris Kessel          | Apollon-Ford       | 1:46,68 | 195,726 km/h      | –     |
| DNQ  | Giorgio Francia       | Brabham-Alfa Romeo | 1:49,67 | 190,389 km/h      | –     |

### Rennen
| Pos. | Fahrer                | Konstrukteur       | Runden | Stopps | Zeit       | Start | Schnellste Runde |
| ---- | --------------------- | ------------------ | ------ | ------ | ---------- | ----- | ---------------- |
| 01   | Mario Andretti        | Lotus-Ford         | 52     | 0      | 1:27:50,30 | 04    | 1:39,1           |
| 02   | Niki Lauda            | Ferrari            | 52     | 0      | + 16,96    | 05    | 1:39,6           |
| 03   | Alan Jones            | Shadow-Ford        | 52     | 0      | + 23,63    | 16    | 1:40,4           |
| 04   | Jochen Mass           | McLaren-Ford       | 52     | 0      | + 28,48    | 09    | 1:40,6           |
| 05   | Clay Regazzoni        | Ensign-Ford        | 52     | 0      | + 30,11    | 07    | 1:40,6           |
| 06   | Ronnie Peterson       | Tyrrell-Ford       | 52     | 0      | + 1:19,22  | 12    | 1:40,6           |
| 07   | Patrick Nève          | March-Ford         | 50     | 0      | + 2 Runden | 24    | 1:43,7           |
| 08   | Jacques Laffite       | Ligier-Matra       | 50     | 1      | + 2 Runden | 08    | 1:39,8           |
| 09   | Rupert Keegan         | Hesketh-Ford       | 48     | 0      | + 4 Runden | 23    | 1:42,3           |
| –    | Ian Scheckter         | March-Ford         | 41     | 0      | DNF        | 17    | 1:41,3           |
| –    | Carlos Reutemann      | Ferrari            | 39     | 0      | DNF        | 02    | 1:40,0           |
| –    | Riccardo Patrese      | Shadow-Ford        | 39     | 0      | DNF        | 06    | 1:40,5           |
| –    | Bruno Giacomelli      | McLaren-Ford       | 38     | 0      | DNF        | 15    | 1:41,8           |
| –    | Hans-Joachim Stuck    | Brabham-Alfa Romeo | 31     | 0      | DNF        | 11    | 1:40,9           |
| –    | James Hunt            | McLaren-Ford       | 26     | 1      | DNF        | 01    | 1:40,5           |
| –    | Patrick Depailler     | Tyrrell-Ford       | 24     | 0      | DNF        | 13    | 1:40,6           |
| –    | Jody Scheckter        | Wolf-Ford          | 23     | 0      | DNF        | 03    | 1:39,9           |
| –    | Jean-Pierre Jabouille | Renault            | 22     | 0      | DNF        | 20    | 1:41,7           |
| –    | Jean-Pierre Jarier    | Penske-Ford        | 19     | 1      | DNF        | 18    | 1:40,2           |
| –    | Patrick Tambay        | Ensign-Ford        | 9      | 0      | DNF        | 21    | 1:42,3           |
| –    | Vittorio Brambilla    | Surtees-Ford       | 5      | 0      | DNF        | 10    | 1:42,9           |
| –    | Brett Lunger          | McLaren-Ford       | 4      | 0      | DNF        | 22    | 1:44,5           |
| –    | Gunnar Nilsson        | Lotus-Ford         | 4      | 0      | DNF        | 19    | 1:44,5           |
| –    | John Watson           | Brabham-Alfa Romeo | 3      | 0      | DNF        | 14    | 1:43,7           |

## WM-Stände nach dem Rennen
Die ersten sechs des Rennens bekamen 9, 6, 4, 3, 2 bzw. 1 Punkt(e). Es zählten nur die besten acht Ergebnisse aus den ersten neun Rennen und die besten sieben Ergebnisse aus den letzten acht Rennen. In der Konstrukteurswertung zählte nur das Ergebnis des bestplatzierten Fahrers eines Teams. Streichresultate sind in Klammern gesetzt.

### Fahrerwertung
| Pos. | Fahrer             | Konstrukteur                    | Punkte |
| ---- | ------------------ | ------------------------------- | ------ |
| 01   | Niki Lauda         | Ferrari                         | 69     |
| 02   | Jody Scheckter     | Wolf-Ford                       | 42     |
| 03   | Mario Andretti     | Lotus-Ford                      | 41     |
| 04   | Carlos Reutemann   | Ferrari                         | 35     |
| 05   | James Hunt         | McLaren-Ford                    | 22     |
| 06   | Jochen Mass        | McLaren-Ford                    | 21     |
| 07   | Gunnar Nilsson     | Lotus-Ford                      | 20     |
| 08   | Jacques Laffite    | Ligier-Matra                    | 16     |
| 09   | Alan Jones         | Shadow-Ford                     | 16     |
| 10   | Hans-Joachim Stuck | March-Ford / Brabham-Alfa Romeo | 12     |
| 11   | Emerson Fittipaldi | Copersucar-Ford                 | 11     |
| 12   | Patrick Depailler  | Tyrrell-Ford                    | 10     |
| 13   | John Watson        | Brabham-Alfa Romeo              | 9      |
| 14   | Ronnie Peterson    | Tyrrell-Ford                    | 7      |
| 15   | Carlos Pace †      | Brabham-Alfa Romeo              | 6      |
| 16   | Vittorio Brambilla | Surtees-Ford                    | 5      |
| 17   | Patrick Tambay     | Ensign-Ford                     | 3      |
| 18   | Clay Regazzoni     | Ensign-Ford                     | 3      |
| 19   | Renzo Zorzi        | Shadow-Ford                     | 1      |
| 20   | Jean-Pierre Jarier | Penske-Ford                     | 1      |
| 21   | Rupert Keegan      | Hesketh-Ford                    | 0      |
| 22   | Patrick Nève       | March-Ford                      | 0      |

| Pos. | Fahrer                | Konstrukteur               | Punkte |
| ---- | --------------------- | -------------------------- | ------ |
| 23   | Vern Schuppan         | Surtees-Ford               | 0      |
| 24   | Ingo Hoffmann         | Copersucar-Ford            | 0      |
| 25   | Alex Ribeiro          | March-Ford                 | 0      |
| 26   | Hans Binder           | Surtees-Ford / Penske-Ford | 0      |
| 27   | Riccardo Patrese      | Shadow-Ford                | 0      |
| 28   | Harald Ertl           | Hesketh-Ford               | 0      |
| 29   | Jackie Oliver         | Shadow-Ford                | 0      |
| 30   | Brett Lunger          | March-Ford / McLaren-Ford  | 0      |
| 31   | Brian Henton          | March-Ford                 | 0      |
| 32   | Jacky Ickx            | Ensign-Ford                | 0      |
| 33   | Ian Scheckter         | March-Ford                 | 0      |
| 34   | Gilles Villeneuve     | McLaren-Ford               | 0      |
| 35   | Larry Perkins         | B.R.M. / Surtees-Ford      | 0      |
| 36   | David Purley          | LEC-Ford                   | 0      |
| 37   | Emilio de Villota     | McLaren-Ford               | 0      |
| 38   | Arturo Merzario       | March-Ford / Shadow-Ford   | 0      |
| –    | Tom Pryce †           | Shadow-Ford                | 0      |
| –    | Boy Hayje             | March-Ford                 | 0      |
| –    | Jean-Pierre Jabouille | Renault                    | 0      |
| –    | Héctor Rebaque        | Hesketh-Ford               | 0      |
| –    | Bruno Giacomelli      | McLaren-Ford               | 0      |

### Konstrukteurswertung
| Pos. | Konstrukteur       | Punkte  |
| ---- | ------------------ | ------- |
| 01   | Ferrari            | 85 (88) |
| 02   | Lotus-Ford         | 56      |
| 03   | Wolf-Ford          | 42      |
| 04   | McLaren-Ford       | 38      |
| 05   | Brabham-Alfa Romeo | 27      |
| 06   | Shadow-Ford        | 17      |
| 07   | Tyrrell-Ford       | 17      |
| 08   | Ligier-Matra       | 16      |
| 09   | Copersucar-Ford    | 11      |

| Pos. | Konstrukteur | Punkte |
| ---- | ------------ | ------ |
| 10   | Ensign-Ford  | 6      |
| 11   | Surtees-Ford | 5      |
| 12   | Penske-Ford  | 1      |
| 13   | March-Ford   | 0      |
| 14   | Hesketh-Ford | 0      |
| 15   | LEC-Ford     | 0      |
| –    | B.R.M.       | 0      |
| –    | Renault      | 0      |